# معركة خكيكرة
معركة خكيكرة هي معركة بحرية حدثت في شهر مارس 1811م بين البحرين بقيادة عبد الله بن أحمد آل خليفة ومعها الكويت بقيادة جابر بن عبد الله الصباح ضد قوات الدولة السعودية الأولى بقيادة رحمة بن جابر الجلهمي حاكم الدمام وبعض قرى قطر، وقعت المعركة البحرية عند خوير حسان وهو موضع يقع شمالي غرب قطر، انتهت المعركة بانتصار البحرين والكويت.

## الخلفية
ساهم عتوب البحرين بدعم السيد سعيد سلطان عمان أمام هجوم الوهابيين بقيادة مطلق المطيري لاحتلال مسقط، فأرسلوا أربعين سفينة للدفاع عن المدينة مما أفشل مهمة مطلق المطيري واضطره للإنسحاب، فأثار ذلك حفيظة سعود بن عبد العزيز، فقام في 1810م بتوحيد البحرين وقطر والقطيف في مقاطعة واحدة وعين «عبد الله بن عفيصان» أميرا عليها. وظل آل خليفة يديرون حكم البحرين ويدفعون الجزية إلى حاكم نجد. ولكن وعاظ السعودية الذين أرسلهم الإمام إلى البحرين أخبروه بأن آل خليفة لا يدفعون العشر عن متاجرهم، فأرسل محمد بن معيقل إلى البحرين وضبط أموال آل خليفة، ثم أرسلهم إلى الدرعية حيث سجنهم الأمير سعود، وكان من بينهم سلمان بن أحمد وأخوه عبد الله ومحمد بن عبد الله. فعين ابن سعود فهد بن عفيصان ضابطًا لأموال البحرين وعلي بن محمد بن خليفة أميرًا عليها.
لم يستسلم آل خليفة لذلك فأرسلوا إلى ابن أختهم «عبد الرحمن بن راشد آل فاضل» يطلبون منه العمل على استرداد البحرين، فتوجه عبد الرحمن إلى مسقط طالبًا من السلطان العون، فأعطاه السيد سعيد عشرة آلاف نقدًا وكمية كبيرة من الأرز وجعل معه ثلاثة مراكب من سفنه، ثم توجه بعدها إلى الشيخ جبارة حاكم مقاطعة فارس فساعده في تجنيد المرتزقة، وهناك آراء تقول بأن العتوب استنجدوا بفارس ومسقط، فأمدهم السيد سعيد بالرجال والسفن فهاجموا الزبارة ودمروها ثم ساروا إلى البحرين وهزموا فهد بن عفبصان بعد حصاره في قصره بالمنامة وأسروه مع 16 رجلا أخذوهم رهائن حتى يستطيعوا أن يفتدوا بهم رجال آل خليفة المحتجزين في الدرعية، وقد أعاد السيد سعيد سلطان عمان حكم الجزيرة لآل خليفة بشرط أن يعترفوا بسيادته عليها ويدفعوا له جزية سنوية.

## البداية
أطلق الأمير سعود سراح آل خليفة المعتقلين في الدرعية بعد استيلاء ابن اختهم على الحكم، وطلب منهم أن يعاهدوه على السمع والطاعة وعدم التخلي عن الدعوة السلفية، ولكن ما أن غادر آل خليفة الدرعية حتى وصلها وفد أرسله رحمة بن جابر طالبًا من الأمير عدم اطلاق سراح آل خليفة لأنهم متواطئون مع ابن أختهم عبد الرحمن ومتفقون معه، فندم الأمير سعود وأرسل سرية في أثرهم، ولكن وفد آل خليفة وصل البحرين قبلهم، واستعادوا حكمهم عليها بمساعدة عبد الرحمن بن راشد.
كتب الإمام سعود بن عبد العزيز بن محمد إلى رحمة بن جابر الجلهمي في قطر يأمره فيها بالاستعداد لغزو البحرين وكان معاديًا لآل خليفة حكام البحرين، وأرسل إليه الإمام سعود بن عبد العزيز جيشا من أهل نجد والأحساء والقطيف فاجتمع عنده 60 سفينة ما بين كبيرة وصغيرة فلمّا علم بذلك عبد الله بن أحمد آل خليفة حاكم البحرين أرسل إلى حاكم الكويت الشيخ عبد الله بن صباح يستنصره فأرسل إليه بسفن حتى بلغت سفنهم جميعاً 200 سفينة. وأراد البحرينيون مقاتلة رحمة بن جابر وأبو حسين أمير الحويلة في قطر وابراهيم بن عفيصان عامل ابن سعود الذي أخرج من البحرين.

## المعركة
وقد استعد رحمة ومن معه بالهجوم على البحرين، إلا أن آل خليفة بدأوا في الهجوم قبله، وعندما شاهد رحمة بن جابر طريقة استعداد أسطول البحرين للمعركة عرف بأنه تحت قيادة عبد الله بن أحمد شقيق الشيخ سلمان، فأراد أن يمتنع عن الهجوم لمعرفته بقدرة الشيخ عبد الله في إدارة المعارك البحرية، ولكن ابراهيم بن عفيصان أمير البحرين المعين من قبل الدولة السعودية والذي خسر إمارته من الانسحاب أثار حميته، فالتحم الأسطولان في معركة حامية في ربيع الأول 1226هـ/ 1811م في محل يقع قرب البحرين يدعى خكيكرة، واقتتلوا قتالا شديدًا فقتل من أهل البحرين والكويت 1,000 رجل منهم دعيج بن صباح الصباح وراشد بن عبد الله آل فاضل. وقتل من أتباع رحمة بن جابر الجلهمي 300 رجل وكان من بينهم أبو حسين أمير الحويلة، وانهزم رحمة بن جابر الجلهمي لاستحالة استعادتها بعددهم القليل مع انشغال الدولة السعودية الأولى عنهم بالجبهة الحجازية أقصى الغرب التي اشتعلت بنزول الجيوش العثمانية ساحل ينبع.
روى ابن بشر في تاريخه ما نصه: «سار بعضهم على بعض في السفن فوقعت الملاقات في البحر قرب البحرين وذلك في شهر ربيع الأول، فوقع قتال شديد وكثرت القتلى بين الفريقين ثم اشتعلت النار في السفن وجبخانها -جبخانة هي مخزن السلاح- ومات بينهم خلق كثير قتلا وحرقا وغرقاً فاحترقت السفن بما فيها.. وقتل من أهل البحرين وأتباعهم أكثر من ألف رجل منهم: دعيج بن صباح صاحب بلد الكويت، وقتل راشد بن عبد الله بن حمد آل خليفة وغيرهم من الأعيان».